# وائل القاضي
وائل عبد القادر القاضي (مواليد 25 نوفمبر 1969 في قطر) رجل أعمال ورئيس نادي بريستول روفرز لكرة القدم. والده هو عبد القادر القاضي مؤسس بنك الاستثمار العربي الأردني.
تلقى وائل تعليمه في أوائل الثمانينات في مدرسة وستمنستر في لندن. قال انه بدأ بانتظام حضور مباريات لتشيلسي. حصل على درجة البكالوريوس في علوم الحاسب الآلي مع إدارة الأعمال من جامعة بوسطن وتخرج في عام 1991.
أصبح القاضي نائب رئيس في مشروع تطوير كرة القدم الآسيوية في عام 2011، وعضو مجلس إدارة في الاتحاد الأردني لكرة القدم في عام 2014، وهو عضو في مجلس إدارة كأس العالم للسيدات تحت 17 سنة في الأردن 2016، وكان عضو في فريق حملة دعم الأمير علي بن الحسين لرئاسة الفيفا في المؤتمر الاستثنائي للفيفا في فبراير 2016.
قام هو وعائلته بشراء نادي بريستول روفرز في فبراير 2016، وأصبح وائل القاضي رئيسا للنادي فيما حل ستيف هامر رئيسا لمجلس الإدارة.